# Choi Woo-shik
Choi Woo-shik (hangul: 최우식; ur. 26 marca 1990 w Seul), znany również jako Edward Choi – kanadyjski aktor mieszkający w Korei Południowej. Po raz pierwszy zdobył szerokie uznanie za główną rolę w filmie Set Me Free (2014). Następnie zagrał w filmach Zombie express (2016) i Parasite (2019), które spotkały się z międzynarodowym uznaniem krytyków i odniosły sukces na całym świecie. Ten ostatni film zdobył Złotą Palmę na festiwalu w Cannes oraz Oscara za najlepszy film. Zagrał również główną rolę w popularnym serialu telewizyjnym Nasze ukochane lato (2021–2022).

## Kariera

### Wczesne lata
Choi Woo-shik urodził się w Seulu, w Korei Południowej, jako młodszy z dwóch synów. W wieku dziesięciu lat, gdy był w piątej klasie, wyemigrował z rodziną do Vancouver w Kanadzie, gdzie spędził następne dziesięć lat swojego życia. Uczęszczał do liceum w Pinetree Secondary School. Jego angielskie imię to Edward Choi, a jego przydomek to Eddie.
W 2010 roku, podczas studiów na Uniwersytecie Simona Frasera, uzyskał zgodę rodziców na udział w przesłuchaniu do roli aktorskiej w Korei, co wkrótce doprowadziło do jego debiutu aktorskiego. Podczas pobytu w Korei zapisał się na Uniwersytet Chung-Ang, gdzie studiował kulturoznawstwo. Powodem tego wyboru było to, że jako dziecko nie miał okazji poznać ani nauczyć się kultury koreańskiej, ponieważ mieszkał i dorastał w Kanadzie.

### 2011–2015: Początki kariery
Zadebiutował jako aktor w 2011 roku w dramacie The Duo. Następnie pojawiły się role drugoplanowe, został obsadzony w dramacie Special Affairs Team TEN jako detektyw Park Min-ho. Ponownie wcielił się w tę rolę, gdy seria została odnowiona na drugi sezon w 2013 roku. W tym samym roku zadebiutował na dużym ekranie, grając postacie drugoplanowe w filmach Flu oraz Secretly, Greatly. W międzyczasie zagrał kilka postaci w serialach telewizyjnych, takich jak Rooftop Prince, You Are My Destiny oraz Duma i uprzedzenie.

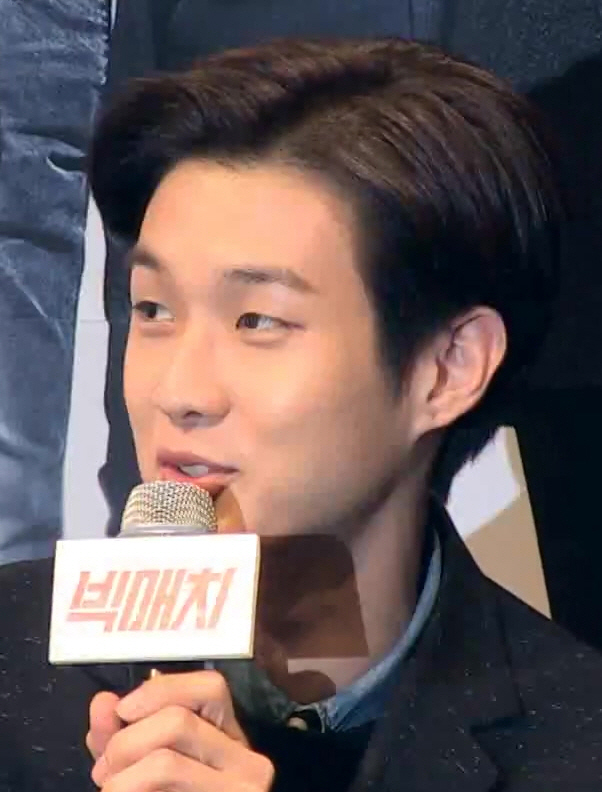
Choi Woo-shik w listopadzie 2014 roku

W 2014 roku zagrał swoją pierwszą główną rolę w niezależnym filmie Set Me Free. Wcielił się w postać Young-jae, szesnastoletniego ucznia mieszkającego w domu opieki, który udaje, że chce zostać księdzem, aby przedłużyć swój pobyt w placówce. Film został dobrze przyjęty przez krytyków, a Woo-shik zdobył uznanie za ukazanie wewnętrznego konfliktu głównego bohatera. Za swoją rolę otrzymał kilka nagród, w tym tytuł Aktora Roku na Międzynarodowym Festiwalu Filmowym w Pusan. Później w tym samym roku wystąpił również w komedii akcji Big Match, gdzie zagrał geniusza komputerowego o pseudonimie Guru.
Choi Woo-shik zagrał tytułowego bohatera w romantycznej komedii Hogu's Love, która zaczęła być emitowana 9 lutego 2015 roku. Jeszcze w tym samym roku zagrała w hongkońsko-singapurskim filmie In the Room, przeznaczonym dla widzów powyżej 18. roku życia. Film przedstawiał antologię postaci, których historie rozgrywały się w jednym pokoju w domu publicznym w Singapurze.

### Od 2016: Rosnąca sława i międzynarodowy przełom
Po raz pierwszy zyskał międzynarodowe uznanie dzięki przebojowemu thrillerowi Zombie express, w którym wcielił się w rolę licealnego gracza baseballu, Yong-guka. Film miał premierę 13 maja 2016 roku na Festiwalu Filmowym w Cannes i odniósł zarówno krytyczny, jak i komercyjny sukces, zarabiając ponad 93,1 miliona dolarów na całym świecie. Następnie zagrał krótką, ale zapadającą w pamięć rolę kierowcy ciężarówki w filmie Okja. Była to jego pierwsza współpraca z reżyserem Bong Joon-ho i obejmowała międzynarodową obsadę, w tym Tilda Swinton i Paul Dano. Okja była wyświetlana w kilku niezależnych kinach w kraju, a także została udostępniona na platformie streamingowej Netflix na całym świecie.

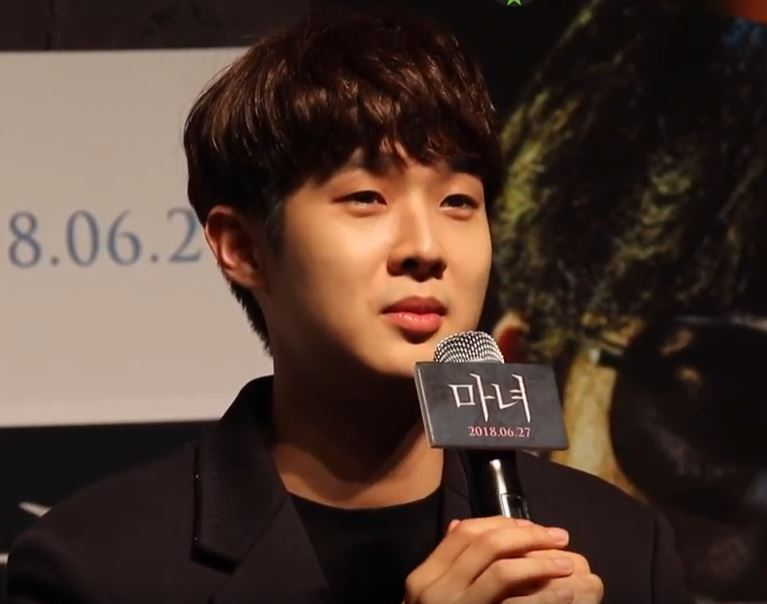
Choi Woo-shik w czerwcu 2018 roku

Kontynuował karierę, występując w kilku innych filmach, takich jak The Princess and the Matchmaker oraz Monstrum. W 2018 roku został obsadzony w roli tajemniczego zabójcy zwanego „Nobleman” w filmie akcji The Witch: Part 1. The Subversion. Mroczna postać Nobleman była znaczącą zmianą w porównaniu do ról, które zazwyczaj grał.
W 2019 roku ponownie współpracował z reżyserem Bong Joon-ho przy Parasite. Zagrał główną rolę Ki-woo, syna ubogiej rodziny, który planuje zdobyć zatrudnienie u bogatej rodziny, infiltrując ich dom i podszywając się pod wysoko wykwalifikowanych, niezwiązanych z rodziną pracowników. Parasite miało premierę na Festiwalu Filmowym w Cannes 21 maja 2019 roku, gdzie stało się pierwszym południowokoreańskim filmem, który zdobył Złotą Palmę i pierwszym filmem, który wygrał w tej kategorii jednomyślnie od Życie Adeli na Festiwalu w 2013 roku. Oprócz wielu innych nagród, Parasite zdobyło cztery główne nagrody na 92. ceremonii wręczenia Oscarów. Film ten stał się pierwszym południowokoreańskim filmem, który otrzymał uznanie Akademii Filmowej, a także pierwszym filmem w języku innym niż angielski, który zdobył Oscara za najlepszy film. Obsada filmu zdobyła również nagrodę za Wyjątkowe Wykonanie przez Obsadę w Filmie Fabularnym na 26. ceremonii wręczenia nagród Gildii Aktorów Ekranowych. Oprócz swojej roli jako Ki-woo w Parasite, wykonał piosenkę końcową „Soju One Glass”, która znalazła się na liście nominowanych do Oscara za Najlepszą Piosenkę Oryginalną.
W grudniu 2021 roku zagrał w dramacie Nasze ukochane lato emitowanym na kanale SBS, u boku Kim Da-mi. Był to jego powrót na mały ekran po czterech latach przerwy od 2017 roku, a także ponowne spotkanie tych dwóch aktorów po ich wspólnej pracy przy filmie The Witch: Part 1. The Subversion (2018).
W 2022 roku powrócił na duży ekran z filmem The Policeman's Lineage, który miał premierę 12 stycznia 2022 roku.
28 kwietnia 2023 roku ogłoszono, że kontrakt z agencją Management SOOP wygasł, ponieważ aktor zdecydował się go nie odnawiać.

## Filmografia

### Filmy
| Rok  | Tytuł                             | Rola                       | Informacje       |
| ---- | --------------------------------- | -------------------------- | ---------------- |
| 2011 | Etude, Solo                       | Hwang Kyeong-min           | Krótkometrażowy  |
| 2012 | Circle of Crime                   |                            |                  |
| 2013 | Secretly, Greatly                 | Yoon Yoo-joon              |                  |
| 2013 | Flu                               | Jeong-Jin                  | Cameo            |
| 2014 | Set Me Free                       | Young-jae                  |                  |
| 2014 | Big Match                         | Guru                       |                  |
| 2015 | In the Room                       | Min-jun                    | Film singapurski |
| 2016 | Zombie express                    | Yong-guk                   |                  |
| 2017 | Okja                              | Kim Woo-shik               |                  |
| 2018 | Golden Slumber                    | Joo-ho                     | Cameo            |
| 2018 | The Princess and the Matchmaker   | Nam Chi-Ho                 |                  |
| 2018 | The Witch: Part 1. The Subversion | Gwi Gong-Ja (Nobleman)     |                  |
| 2018 | Monstrum                          | Officer Hur                |                  |
| 2019 | Rosebud                           | Young Soon-cheol           |                  |
| 2019 | Parasite                          | Kim Ki-woo / Kevin (alias) |                  |
| 2019 | The Divine Fury                   | Father Choi                | Cameo            |
| 2020 | Time to Hunt                      | Ki-hoon                    | Film Netflixa    |
| 2022 | The Policeman's Lineage           | Choi Min-jae               |                  |
| 2024 | Wonderland                        | Hyeon Soo                  |                  |

### Seriale telewizyjne
| Rok       | Tytuł                                      | Rola                          | Informacje                 |
| --------- | ------------------------------------------ | ----------------------------- | -------------------------- |
| 2011      | The Duo                                    | Young Gwi-dong                |                            |
| 2011      | Living in Style                            | Na Joo-ra                     |                            |
| 2011      | Deep Rooted Tree                           | Young Jung Gi-joon / Ga Ri-on |                            |
| 2011–2013 | Special Affairs Team TEN                   | Park Min-ho                   | Sezony 1–2                 |
| 2012      | Rooftop Prince                             | Do Chi-san                    |                            |
| 2012      | Family                                     | Yeol Woo-bong                 |                            |
| 2012      | Culprit Among Friends                      | Young Do-hyun                 |                            |
| 2013      | Who Are You?                               | Hee-koo                       | Cameo (Odcinki 10, 12, 13) |
| 2013      | Principal Investigator: Save Wang Jo-hyun! | Boo Joong-shik                |                            |
| 2014      | Wszyscy jesteście otoczeni.                | Choi Woo-shik                 | Cameo (Odcinek 4)          |
| 2014      | You Are My Destiny                         | Lee Yong                      |                            |
| 2014      | Duma i uprzedzenie                         | Lee Jang-won                  |                            |
| 2015      | Hogu's Love                                | Kang Ho-gu                    |                            |
| 2015      | My Fantastic Funeral                       | Park Dong-soo                 |                            |
| 2017      | Fight for My Way                           | Park Moo-bin                  | Cameo (Odcinki 1–7)        |
| 2017      | The Package                                | Kim Gyung-jae                 |                            |
| 2021–2022 | Nasze ukochane lato                        | Choi Woong / Go-oh            |                            |
| 2024      | Melo Movie                                 | Go Gyeom                      |                            |

### Seriale internetowe
| Rok  | Tytuł             | Rola         | Informacje      |
| ---- | ----------------- | ------------ | --------------- |
| 2013 | Someday           | Chae Man-sik |                 |
| 2015 | Dream Knight      | Były uczeń   | Cameo           |
| 2017 | The Boy Next Door | Park Gyu-tae |                 |
| 2024 | Zabójczy paradoks | Lee Tang     | Serial Netflixa |

### Programy telewizyjne
| Rok       | Tytuł                          | Rola           |
| --------- | ------------------------------ | -------------- |
| 2012      | I'm Real                       | Członek obsady |
| 2013–2014 | Beating Hearts                 | Członek obsady |
| 2015      | Law of the Jungle in Nicaragua | Członek obsady |
| 2020      | Summer Vacation                | Członek obsady |
| 2021      | Youn's Stay                    | Członek obsady |
| 2022      | In the Soop: Friendcation      | Członek obsady |
| 2023      | Jinny's Kitchen                | Członek obsady |
| 2023      | Jinny's Kitchen Team Building  | Członek obsady |
| 2024      | Jinny's Kitchen Season 2       | Członek obsady |

### Udział w teledyskach
| Rok  | Tytuł                | Artysta      |
| ---- | -------------------- | ------------ |
| 2014 | „My Old Story”       | IU           |
| 2015 | "Congratulations"    | Day6         |
| 2017 | „That Moment”        | Lim Seul-ong |
| 2017 | „You Were Beautiful” | Day6         |